# Епідемія чуми в станиці Ветлянка
Епідемія чуми в станиці Ветлянка (рос. Эпидемия чумы в станице Ветлянской / Ветлянка) — останній в історії спалах чуми в Європі 1878—1879 років можливо ендемічного походження. Відбулася епідемія в станиці Ветлянка Єнотаївського повіту Астраханської губернії Російської імперії.
Чума у другій половині XIX століття вважалася переможеною як в цивілізованих країнах Європи, так і в європейській частині Російської імперії. Випадки захворювання на чуму в імперії припинилися на кілька десятиліть, аж до 1877 року, коли чума повернулася до Астраханської губернії. За цей час медики поступово втратили навички її розпізнавання, а все виявлені випадки оголошувалися «привізними» зі Сходу, з Персії, де в цей час хвороба вирувала.
У 1874 році ветеринар, професор Медико-хірургічної академії І. І. Равич заявив у лекції: «У даний час російській людині треба бути рогатою худобою або свинею, щоб захворіти на чуму. Homo sapiens завдяки сучасній культурі зовсім втратив здатність заражатися чумою». У європейській культурній моделі, в рамках якої мислила себе Російська імперія, чуми не було місця. Про неї пам'ятали російські доктора, які були добре знайомі з клінічною картиною хвороби. У 1860-1870-і роки військові доктора з Медико-хірургічної академії працювали з ендемічною чумою в Азії і регулярно надсилали в Медичний департамент рапорти про її симптоми і перебіг. Незважаючи на те, що в 1830-1840-і роки епідемії чуми траплялися на Кавказі, а в 1876—1877 роках чума спалахнула в Персії, неподалік від південного кордону Російської імперії, і про можливість проникнення її на територію європейської частини імперії попереджав німецький епідеміолог Август Гірш (August Hirsch), ні імперський уряд, ні російське суспільство не могли сприйняти думку про близьку небезпеку.

## Хід епідемії

### Початок
На початку 1878 року станиця, що розташована на березі Волги, нараховувала близько 1700 жителів і 300 дворів.
|  | «Є всі підстави стверджувати, що ... м. Астрахань з рибними промислами є відкриті двері, а сама Волга з її прибережними поселеннями — широкий шлях для вторгнення з Азії до Росії, а через Росію і в Західну Європу, всякого роду епідемій» |

Першим 28 вересня 1878 року захворів 65-річний козак Агап Хрітонов, який і помер вже 2 жовтня. Він страждав від головного болю, загальної слабкості, болю в боці, крім того, під пахвою в нього виявився бубон. Хворобу намагалися надалі пояснити тим, що якийсь родич привіз йому товари з Малої Азії, але ця версія не витримала перевірки. Слідом за Хритоновим упродовж жовтня — листопада захворіли на бубонну форму ще кілька його одностаничників, а відтак місцевий фельдшер Трубілов, який не розпізнав чуму, покликав 19 жовтня 1878 року на консультацію фельдшера Стіркаса з Копановської станиці.
На початку епідемії відзначено, що вона перебігала відносно легко, що не було притаманне чумі в Середньовіччя. Тому Трубілов не вирішив тоді сповіщати своє начальство, адже із 7 захворілих після 19 жовтня помер лише один хворий. На першому етапі епідемії, коли ще не був очевидний її епідемічний характер, хворі тягнули зі зверненням за медичною допомогою. Проте з початком листопада перебіг епідемії став тяжчім, з'явилися невластиві бубонній чумі випадки кровохаркання. Трубілов 13 листопада зрештою повідомив про випадки в Астрахань. Він заявив, що у Ветлянці з'явилася невідома йому хвороба і тому він попросить надіслати в станицю лікаря. Вказав на те, що у хворих спостерігалися припухання лімфатичних залоз, гарячка, головний біль і занепад сил. Хворі, за його словами, зверталися за медичною допомогою тоді, «коли будь-яка допомога неможлива, з 14 хворих на початку епідемії померло семеро». Для перевірки цього донесення до Ветлянки астраханською медичною управою відряджений лікар Кох.

### Поширення в станиці
Другим етапом епідемії стало проникнення чуми в рід Бєлових. Він налічував 84 людини, з них загинули 59 осіб, тобто 70 %, постраждали 14 будинків з 15-ти, причому деякі вимерли повністю (так зване «чумне побоїще»). Саме серед Бєлових чума по до кінця не з'ясованій причині перейшла з бубонної в легеневу клінічну форму, висококонтагіозну і особливо смертельну, і почала поширюватися вже повітряно-крапельним механізмом передачі інфекції без участі бліх, що переносять трансмісивно бубонну форму.
18 листопада «внаслідок словесного наказу» наказного отамана Астраханського козачого війська, станицю відвідав старший військовий лікар астраханського козачого війська Депнер. Згідно з його рапортом після огляду 8 хворих, він повідомив отаману, що козаки потерпали «послаблювальною пропасницею з пухлиною печінки, селезінки, припуханням лімфатичних залоз, або пахових або пахвових, і тифоїдним станом». Значну летальність він пояснив тим, що хворі запізно зверталися за лікарською допомогою і не дотримувалися «належної обережності під час хвороби».
Заразний характер хвороби став очевидним, хоча на той момент ще не був поставлений правильний діагноз. Депнер відбув з Ветлянки, але повернувся в ніч з 5 на 6 грудня і одночасно з ним прибули двоє фельдшерів. За пропозицією Депнера було прийнято постанову станичного управління про відкриття у Ветлянці лікарень, їм же була введена міра поділу станиці на 4 ділянки, з яких повинні були повідомляти лікарям і фельдшерам відомості про хворих. Сам же Депнер оглянув хворих тільки один раз, разом з доктором Кохом. Причому він зайшов в спорожнілий будинок Осипа Бєлова. Мабуть те, що відбулося в цій родині, його потрясло і деморалізувало. Депнер більше вже нікуди не ходив, він замкнувся у відведеній йому хаті й не пускав до себе навіть фельдшерів. Ті були змушені, приносячи йому свої рапортички, прикладати їх до скла вікна, через яке Депнер їх читав. 12 або 13 грудня Депнер виїхав з Ветлянки до Єнотаївки, мотивуючи свій від'їзд сильним нервовим розладом. Звідти він послав кінцевий рапорт наказному отаману, в якому писав, що з 27 листопада: «Описані мною ознаки цієї жорстокої хвороби дають мені право дивитися на неї або як на найжорстокіший і злоякісний тиф, або як на своєрідну людську чуму (лат. pestis indica), або як на хворобу нову, середню між тифом і чумою». Він також записав: «З 10 грудня до всіх описаних мною явищ приєдналися в деяких випадках плями на тілі, від просяного зерна до гривеника і більш; хворі випускали від себе якийсь особливий, меду подібний запах, і смерть наступала в сплячці, при швидкому занепаді сил. Було багато трупів, що не клякнули, загнивали через 2-3 години. З 9 грудня відсоток летальності, поступово збільшуючись, досяг до 4 січня 100.»
Ще 6 грудня через станицю у село Нікольське проїжджав попечитель калмиків Рашевський, який тоді не помітив на вулиці Ветлянки особливого зневіри. Але коли 8 грудня він на зворотному шляху знову проїхав через станицю, то не зустрів на її вулицях жодної людини, все віконниці будинків і ворота були закриті. Станиця як би вимерла.
Перший, хто не повірив діагнозу «гарячка», який поставили Депнер і Кох, був священик Гусаков, який також потім помер від чуми. «Ніби ми не знаємо, що таке гарячка, — записав він у своєму щоденнику, — у людей з'являється головний біль, потім жар, запаморочення, блювання, пухлина в паху або під пахвою, і через 3-4 дні, найбільше через 6 днів, вони вмирають. Хіба це гарячка!?» Він не ховався в будинку, а діяльно намагався допомогти станичникам в їхній біді. Але коли він помер, жоден із козаків не взявся його ховати. Могилу у мерзлому ґрунті були змушені копати його стара мати та вагітна дружина. Обидві зрештою захворіли та померли.
Фельдшер Стіркас зумів відговоритися власною хворобою і хворобою дружини, заодно він заручився запитом копановського станичного управління. Завдяки цьому він відпросився у доктора Коха і поїхав додому, в станицю Копановську. На місце Стіркаса був присланий фельдшер станиці Михайлівська Семенов. Фельдшер Трубілов загинув 4 грудня, а Семенов — 7 грудня. Всього між 4 і 21 грудня померли 6 фельдшерів: Трубілов, Степанов, Бєляков, Семенов, Аніскін і Коноплянніков
З 27 листопада по 8 грудня 1878 року включно у ній захворіло 110 мешканців, з яких померло 43, видужало 14, перебували на лікуванні 43 особи. Пік епідемії припав на 14 грудня, того дня загинули 36 людей. Потім число випадків чуми і смертей стало зменшуватися, 15 грудня загинули 19 осіб, а в середині січня 1879 року епідемія у Ветлянці практично припинилася.

### Поширення за межі Ветлянки
Однак чума вибралася за межі станиці й поширилася в навколишні поселення. Постраждали зокрема:
- Пришиб — населення на початок епідемії — 3523 людини; померло в два етапи, від двох послідовних у часі контактів з Ветлянки (зокрема другий контакт від 3 черниць, які читали над небіжчиками у Ветлянці Псалтир, захворіли і померли), 16 осіб (останній помер 24 грудня 1878 року).
- Єнотаєвськ — 2 випадки смерті від чуми.
- Старицьке — населення — 2155 осіб; померло 8 осіб після контакту з жінкою, що їздила до Ветлянки читати молитву над тамтешніми покійниками. У всіх розвинулася легенева форма чуми.
- Михайлівка — населення — 668 осіб; померло троє мешканців.
- Удачноє — населення — 860 осіб; померло двоє.
- Табун-Аральське урочище — померли усі п'ятеро тих, хто заразився від фельдшера, що працював у Ветлянці.
- Селитренне — населення — 2499 осіб; померло 36 мешканців.

### Діагностичні проблеми і лікування
Незважаючи на наявність очевидних симптомів бубонної чуми у найперших хворих, численні фельдшера і лікарі, які прибували до Ветлянки, впродовж декількох місяців не могли поставити вірний діагноз, висловлюючи безліч різних припущень. У метричній книзі станиці до кінця листопада вказувалися такі причини смерті як «застуда», «злоякісна» або «тифозна гарячка». Доктор Кох, який прибув до станиці в листопаді, описав хворобу як «жорстоку переміжну гарячку з припуханням залоз» і призначав хворим хінін, як при малярії. Також він призначав хлорну воду внутрішньо, зовні на бубони, що вже розкрилися — карболову примочку, а на бубони, що ще не вскрилися — ртутну мазь. Також застосовувалася саліцилова кислота, холод. У своєму рапорті він зазначив одного хворого, що мав бубон під пахвою, який хворів на той час вже 10 днів. У хворого спостерігався кашель із кровохарканням. Кох звернув увагу на особливий характер мокротиння — «клейка, схожа на іржу». При перкусії його легких він почув тупий звук, при аускультації — крепитацию. Згодом хворий видужав, не захворіли після спілкування з ним Депнер і Кох. Кох сумлінно кілька разів приїжджав у Ветлянку, але чуму так і не розпізнав і залишався при своїй першій думці. Приїхавши в останній раз у Ветлянку 27 листопада, він уже не покидав її до самої смерті. Захворівши на чуму, доктор Кох, не бажаючи наражати на небезпеку зараження господаря будинку, в якому він жив, священника Гусакова, сам вирушив до лікарні. Не знайшовши собі місця через лежачих усюди небіжчиків, він стягнув одного з них з ліжка і ліг на його місце. Кох помер 15 грудня.

### Розпал
18 грудня 1878 року до Ветлянки, що залишилася без лікарів і без лікарні, яка організована на початку грудня була занедбаною, заповнена трупами, приміщення були з вибитими вікнами, прибули доктори Морозов і Григор'єв. Вони також не розпізнали чуму. Запропоновані ними діагнози для різних хворих були «крупозна пневмонія», «тиф» і «тифозна пневмонія». Обидва заразилися: Морозов помер 28 грудня, а Григор'єв — 7 січня 1879 року.
На початку січня до Ветлянки прибув чиновник з особливих доручень, доктор Красовський, який визначив хворобу як «пневмотиф». Астраханський лікарський інспектор, доктор Цвінгман, категорично заперечив проти визнання хвороби чумою.
Перша лікарня була відкрита 8 грудня в будинку купця Калачова, що був безоплатно переданий ним для цієї мети. Вона була розрахована на 20 хворих. Того ж дня вона була заповнена хворими, з яких до ранку наступного дня в живих залишалося лише шестеро. До того ж будинкові печі виявилися несправними, сталося задимлення приміщення і довелося вибити скло, тому лікарня залишилася без опалення. Наглядачі та санітари помирали один за одним. Добровольцям, що їх змінювали, відрами давали горілку, щоб хоч якось утримати їх від втечі, й ті постійно лежали п'яними серед хворих і померлих, не виконуючи ніяких обов'язків. Трупи перестали виносити, пацієнтам не надавався ніякій догляд, хворих доставляли туди силою. Всього в цій лікарні від чуми, голоду і холоду померли 70 осіб. Лише вижила одна жінка, яка одужала після чуми, проте мало не померла від холоду і голоду. Були відкриті ще дві лікарні, проте в них ситуація була не кращою. Найважче було організувати прибирання трупів, тому що місцеві жителі боялися торкатися до них з остраху заразитися. Спорожнілі будинки закривали зовні прямо з померлими, а іноді й з ще живими всередині, і уникали підходити до них. Навіть родичі відмовлялися ховати своїх рідних. Найчастіше залучити місцеве населення до збирання трупів вдавалося тим же способом, що й до догляду за хворими, тобто заздалегідь напоївши. Щоб вберегти себе при контакті з трупами лікарі та санітари використовували дьоготь, яким мазали одяг і рукавиці, потім руки, обличчя і одяг мили карболловою кислотою (карболкою). Могили засипали вапном.
У Ветлянку були відряджені відомі науковці — Г. М. Мінх і Е. Е. Ейхвальд. До кінця епідемії туди прибула міжнародна комісія епідеміологів, яка включала 11 науковців з Німеччини, Франції, Англії, Австро-Угорщини, Румунії та Османської імперії на чолі з відомим німецьким гігієністом та епідеміологом Августом Гіршем.

### Ліквідація
Граф М. Т. Лоріс-Меліков, якого цар Олександр ІІ призначив до Астрахані та суміжних губерній тимчасовим генерал-губернатором для боротьби з епідемією, отримав майже необмежені повноваження. Особливу увагу він приділив карантинним кордонам. Всі до того заражені місцевості оточили спеціальним кордоном, який повинен був зберігатися «до закінчення 42-дневнаго терміну після останнього смертного випадку». Граф оточив всю губернію четвертим за рахунком кордоном, по правому берегу Волги від Світлого Яру до Зам'янів (у цих двох населених пунктах були ще й облаштовані карантини). Цей кордон був покладений на козаків, які були розташовані постами, на відстані трьох верст кожен, причому в проміжках між постами ходив постійно патруль. Цей захід поширено і на лівий берег Волги. Карантин на південь від Сарепти включав:
- будівлю для прийому і дезінфекції паперів, паспортів;
- два будинки для попереднього утримання підозрілих по чумі осіб;
- дезінфекційну кімнату для одежи;
- лазарет для хворих на чуму;
- лазарет для підозрілих хворих;
- лазарет для непідозрілих хворих.

Карантин біля Сарепти був поза кордону, що оточував заражену область, і призначався для тих підозрілих осіб з Астраханської губернії, яким вдалося б, користуючись путівцями сусідніх степів, пройти через кордон. Огляд паспортів з цієї нагоди проводився з великою строгістю. Ті, хто не мали паспортів, затримувалися у карантині на 10 днів. На час дезінфекції люди, підозрілі на наявність чуми, забезпечувалися нижньою білизною за рахунок державної скарбниці. Тривалість дезінфекції становила 12 годин, з 48-годинним після того провітрюванням речей. Якщо речі були від чумних хворих, то їх дезінфікували 12 годин, 48 годин провітрювали, дезінфікували знову 12 годин або спалювали. Карантин діяв з 27 грудня до середини березня. Такий же карантин був організований у Світлому Яру — діяв з 29 грудня по 18 лютого.
Дуже великий карантин був влаштований в станиці Зам'яни. У ньому, після повернення із зараженої місцевості, була витримана протягом 10 днів міжнародна комісія Гірша. Карантин був влаштований таким чином: вулицю, що йшла до Волги, розділили на 15 секторів і оточили високим парканом. Біля воріт і в декількох місцях біля огорожі встановили військові пости. Через північні ворота впускали тих, хто прибував із підозрілих по чумі місцевостей, і після 10-денного спостереження випускали через південні ворота, на шлях до Астрахані. Проїжджаючі з привілейованого стану, якщо вони прибували в один день, поміщалися в одній будівлі. Великий двір був у загальному користуванні, так що уникати контакту з раніше або пізніше прибулими, віддавалось на розсуд тих, що вже самі перебували під наглядом. У південних воріт влаштували кватирку, до якої в певні години сільські жителі приносили для продажу життєво необхідні припаси. Продаж проводилася під наглядом унтер-офіцера. Мідні гроші промивалися водою в решеті з довгою ручкою. Паперові гроші, речі та екіпажі піддавалися 24-годинний дезінфекції хлором. Екіпажі покривалися просмоленим рядном і під ним прокурювалися.
20 лютого 1879 року видано розпорядження про те, щоб всі вулиці та двори Астраханської губернії були очищені від бруду, кладовища впорядковані згідно з санітарно-поліцейськими вимогами, щоб за доброякісністю припасів влада мала особливий нагляд і всюди було б достатню кількість дезінфекційних засобів. Ці заходи були швидко приведені у виконання. Граф особисто бував у Ветлянці, оглядав кордони. З відпущених у його розпорядження чотирьох млн рублів для боротьби з чумою було витрачено не більше 300 неоподатковуваних мінімумів доходів громадян. За цю успішну боротьбу граф був нагороджений орденом Св. Олександра Невського.

## Наслідки
Ветлянку відкрили 13 березня 1879 року, загальний кордон зняли у квітні. Відразу після зняття кордону, до неї вирушили військові та цивільні чиновники, які приступили до оцінки і до спалення будинків, які належали жителям, де були випадки чуми або підозрілі по чумі речі. Крім того, туди були відряджені в значній кількості лікарі, які під керівництвом військового лікаря Рейтлінгера зробили ретельний медичний огляд місцевості. На компенсації власникам спалених будинків і речей витрачено 69 тис. рублів, з яких 14 тис. — за одежу, 50 тис. — за 83 спалені будинки, враховуючи, в тому числі й вартість землі. 5000 рублів виділено на роботи по руйнуванню і спаленню будівель і речей.
Тривалість хвороби дорівнювала в середньому 3-4 днів, рідше вона тривала 5-7 днів, а у винятково тяжких випадках — 24-48 годин. Інкубаційний період становив від 2 до 6 днів. За час епідемії від початку жовтня 1878 року до 27 травня 1879 року в станиці захворіло 446 осіб (25 % загальної кількості населення), з них видужали 82 людини, загинули 364 людини (82 % з числа хворих). Помер священик, шість фельдшерів і три приїжджих лікаря. Померли майже всі діти-сироти в організованому для них притулку, замкненому зовні після появи в ньому чуми. У більшості випадків свідомість у хворих було збережено навіть при тяжкому, смертельному перебігу чуми. Вони, відчуваючи наближення смерті, прощалися з рідними, лягали з власної волі під образи, просили причащання і соборування.
Проте звістки про цю епідемію з'явилися в пресі тільки через два місяці від її початку, наприкінці грудня 1878 року. До цього місцева влада намагалася замовчати масовий характер хвороби. Але після офіційного підтвердження новина за кілька днів перемістилася з відділів внутрішньої хроніки на перші шпальти. Стали публікуватися регулярні звіти про кількість хворих і померлих. У листах із сусідніх міст і повітів повідомлялося про паніку, що піднялася. Вона була такою сильною через те, що хворобу довго не могли визначити. Доктора, як працювали безпосередньо в Астраханській губернії, так і ті, що намагалися поставити діагноз на відстані тільки за описами проявів, висували найрізноманітніші гіпотези. Одні підозрювали «пневмотиф», інші — «крупозну пневмонію», треті — «малярію» або «переміжну гарячку, що ускладнилася пухлиною лімфатичних залоз».
Чутки і суперечливі повідомлення преси приводили до того, що контактів з зачумленою місцевістю, людьми і товарами звідти боялися. Були вислані для забезпечення санітарних кордонів козачі війська. Попит на товари з Астраханської і Саратовської губерній різко впав, городяни масово запасалися дезінфікуючими засобами.
Жителі найближчих до Ветлянки міст намагалися виїхати, хто не міг — намагався заховатися від хвороби. Селяни і козаки виставляли самочинні кордони, щоб убезпечити себе від біженців, які вважалися переносниками зарази. У розпал епідемії почалася втеча станичників з самої Ветлянки в інші селища. Але їх населення раніше лікарів розібралося заразності хвороби. Народ здогадався вжити заходів самозахисту раніше, ніж владою було зроблено хоча б щось для обмеження епідемії. Не знаходячи ніде притулку, багато втікачів жили в степу або лісі, у виритих у землі ямах або куренях. Деякі з них вмирали вже тому, що втомлювалися так жити. Козак Яків Калінін, після смерті свого сина Миколи, втік з Ветлянки. Так як його ніде не пускали, він доїхав до Чорного Яру і, побоюючись такої ж долі, яку зазнав в інших місцях, притулився десь на задвірках у лазні. Але козака видав кінь, і в місті дізналися про непрошеного гостя, жителі вигнали його, і Яків поїхав назад до Ветлянки. Не доїжджаючи Нікольського, він зупинився, зліз з коня, пустив повід і ліг на землю, поклавши собі під голову сідло. Через деякий час Якова знайшли мертвим.
Після підтвердження епідемії місцевість навколо Ветлянки оточили карантинами, було заборонено рух обозів по Московському тракту через Єнотаєвський повіт. За кілька днів припинено роботу Ветлянської поштової станції, почалося підвезення дезінфекційних засобів (залізного купоросу, карболової кислоти, оцту), тому що наявні запаси стрімко витрачалися.
Були застосовані протиепідемічні заходи, відомі ще з часів Середньовіччя: ізоляція уражених місцевостей, обкурювання одягу, начиння, жител, обтирання тіла оцтом і вимочування в оцті термінової кореспонденції, документів і грошей. Серйозні економічні та політичні наслідки, які тягло за собою визнання такої епідемічної хвороби, почасти пояснюють повільність імперського уряду. Відповідно до програми протичумних заходів, що не змінювалася з кінця XVIII століття, європейські країни наклали ембарго на ряд товарів з Російської імперії і зажадали ввести систему медичного
огляду, дезінфекцію багажу і верхнього одягу парами сірчаної кислоти і 20-денний карантин для мандрівників з імперії. Ще сильніше були репутаційні втрати: якщо холера, яка лютувала в XIX столітті, була загальноєвропейською проблемою, то чума вважалася хворобою відсталих східних держав, переможеною і забутою в Європі, про що Російській імперії дорікнули європейські дипломати.
Розгубленість російського медичного співтовариства перед цією епідемією означала, що лікарі, прекрасно обізнані з симптоматикою чуми, які досліджували її в Азії протягом 1860-1870-х років, просто не були готові виявити її в європейській частині Російської імперії.

## Походження і деякі особливості епідемії
Спалах ветлянської чуми визнали заносною з рештської епідемії в Персії. Було запідозрено, що її занесли звідти місцеві козаки.
Досліджуючи поширення епідемії за місцем проживання потерпілих від хвороби сімейств, професор Г. М. Мінх звернув увагу на те, що чума хоча і трималася в першому періоді в північно-західному, Царицинському, кінці станиці, але в другому періоді вона досить рівномірно була розсіяна всюди. Якщо виходити з існуючих наразі уявлень про високу контагіозність легеневої чуми, то кожне уражене епідемією сімейство мало залучити до неї всіх тих, хто перебував з ними в контакті. Однак Мінх констатував той факт, що близьке сусідство, навіть з найбільш постраждалими від чуми сім'ями, не мало ніякого впливу на поширення чуми по станиці. Він наголосив на відсутності хворих у багатьох будинках, розташованих поблизу тих, сімейства яких поголовно вимерли («страшних притулків смерті», за його визначенням). Таким чином епідемія мала змішаний характер з наявністю як бубонних форм, так і вторинно-легеневих.
Наразі можна стверджувати, що, так як у Хрітонових легеневої чуми не було (як, втім, і в інших станичних сім'ях того часу), то занос збудника хвороби в сім'ю Бєлових міг бути здійснений тільки блохами з пацючих осередків чуми. Ці осередки могли бути як під будинками Бєлових, так і Хрітонових, які «по-родинному» ті відвідували під час епідемії. Тоді дивним виглядають не типові для даного способу зараження збудником чуми клінічні прояви ураження членів сім'ї Бєлових. Аналізуючи списки померлих від чуми в станиці Мінх припустив, що другий період ветлянської чуми — легеневий, почався з випадкового залучення в епідемічний процес «критичної маси» особливих людських генотипів, у яких інфекційний процес проявився вторинно-легеневою формою хвороби. Відносна генетична однорідність численних Бєлових, і особливо членів сім'ї Івана Бєлова, сприяла вкрай агресивному поширенню вторинно-легеневої чуми по станиці і відбору високовірулентних штамів її збудника. Після досягнення «критичної маси» з вторинно-легеневих випадків хвороби, чума сформувала самостійні епідемічні ланцюжки (без участі бліх), що складалася вже з первинно-легеневих випадків («первинні замети» — за визначенням Мінха), це і призвело до епідемії «Ветлянскої чуми».

## Деякі факти
Прикажчик Флавієв безоплатно взяв на себе обов'язки доглядача лікарень, без страху відвідував хворих на чуму та доглядав за ними, чим викликав до себе у станиці почуття поваги й подиву. Однак не раз було помічено, що наприкінці дня, він, будучи п'яним, вибігав з лікарні й ганявся за козаками, погрожуючи заразити їх чумою.
Фельдшер Васильєв, з метою спонукати рідних не кидати своїх близьких напризволяще, цілував хворих в їхній присутності. Однак через страх, що зрештою накопичився, він втік з Ветлянки через вже організовані кордони. Його спіймали в Єнотаєвську і доставили назад у Ветлянку, і хоча за законом тих років за такий вчинок його мали стратити, з огляду на колишні заслуги, простили.
Показова для ситуації у Ветлянці доля семирічного Петі Щербакова. Після смерті матері його з двома братами помістили в притулок, організований у Ветлянці Іриною Пономарьовою (згодом померла від чуми) для дітей, які залишилися без батьків. Притулок, відтоді як у ньому виявилися випадки чуми, був замкнений зовні, щоб з нього ніхто не міг піти і занести хворобу в інші родини. Так як захворювання виявилися майже одночасно, а не хворів тільки Петя, йому довелося виконувати обов'язки «милосердного» (тобто санітара) для інших дітей. Він їх виконував до тих пір, поки всі діти, в тому числі і його брати, не загинули від чуми. Останньою померла маленька дівчинка. Це сталося вночі. Тоді хлопчик, що залишився один серед трупів своїх товаришів, розбив вікно і почав кликати на допомогу. З притулку його забрала Пелагія Бєлова доглядати за своїми хворими родичами, ізольованими в літній кухні, куди вона замкнула і Петю. Через вікно вона подавала йому все необхідне, а після смерті хворих Пелагія змусила його провести в приміщенні прибирання. Чума, врешті-решт, уразила і Петю, проте Бєлова не стала доглядати за ним, а в нагороду за його працю без коливань вигнала його на вулицю. Хворого Петю прихистила у себе перехворіла раніше на чуму Василиса Астахова, за що взяла собі з майна, що залишилося після смерті рідних хлопчика, корову.
Лікар Морозов, який приїхав до Ветлянки, побачив у будинку, де поміщалася тимчасова лікарня, у перших кімнатах два трупи, а у другій кімнаті Авдотью Щербакову, яка повідомила, що вона вже троє діб не отримує ні води, ні їжі. У перший день вона харчувалася замерзлим кавуном, відбиваючи його у собак, які приходили в кімнату. А останні два дні вона нічого не їла і не пила. Не маючи сил вийти з кімнати, вона випорожнювалася під себе. У кімнаті було дуже холодно і в одній з них знайшлася чашка з замерзлою водою. Щербакова була одягнена дуже легко. Вона скаржилася на гарячку, ломоту в тілі та сильну спрагу. У той же день вона була нагодована і переведена в інший будинок, і при огляді в її правом паху знайдено виразку з нерівними краями, результат колишнього бубону. На момент приїзду Морозова Щербакова поправлялася. Як вона в лікарню потрапила, не пам'ятала. Вдалося дізнатися, що як тільки вона захворіла, рідний її батько відвіз її в лікарню і залишив там, не погоджуючись ні прийняти хвору до себе, ні відвідати, кажучи при цьому, якщо вона захворіла, то і повинна померти. Авдотья доктору Морозову розповіла таке: «… Коли я прийшла в лікарню, то побачила в кімнаті, в яку увійшла, сім жінок. Деякі лежали на дошках, інші — на підлозі, треті ходили взад і вперед по кімнаті, стогнали, голосили, просили води. Запах був нестерпний: кожен справляв нужду там же, де лежав. Було дуже холодно: печі були не палені й вікна розбиті. На крик хворих ніхто не звертав ніякої уваги. При лікарні перебувало, правда, двоє служителів, але вони постійно були п'яні, валялися на підлозі між хворими. Увечері зі мною зробилася гарячка, і я втратила свідомість. Скільки часу я була в такому стані, сказати не можу. Коли я прокинулася, був вечір; кругом мене була тиша, але я була не одна: на дошках, на підлозі лежали люди. Я стала просити води, — жодної відповіді. Я зібрала останні сили і, коли піднялася, побачила, що всі кругом мене мертві. Так як було холодно і я не мала нічого теплого, то зняла з однієї небіжчиці шубу, і, вибравши вільне місце, накрилася нею. Вночі мною оволодів страшний жах: мені здавалося, що мертві йдуть до мене і кладуть свої холодні руки на моє обличчя. Я кричала і голосила, просила, щоб мене забрали від мертвих, але ніхто не приходив. Три дні та три ночі я провела таким чином. Нарешті з'явилися три служителя у вимазаних дьогтем плаття, вони прибрали небіжчиків. Ще три дні я провела в цьому будинку».
Серйозною проблемою в другому періоді епідемії стало прибирання трупів. Контагіозно-міазматична теорія поширення чуми приводила лікарів і місцевих чиновників до страшної думки, що маса не відданих землі трупів може спричинити ще більше поширення епідемії та посилення летальності й, природно, посилення їх відповідальності перед і так вже розлюченим вищим начальством. Однак прибрати трупи силами родичів або залучених для цієї справи молодих козаків виявилося неможливим. Родичі вперто відмовлялися ховати своїх близьких. Полковник Плеханов, який користувався серед козаків авторитетом, сам після епідемії зізнавався в тому, що через паніку в станиці, його розпорядження не виконувалися, що, навіть побачивши його ще здаля на вулиці, козаки ховалися, побоюючись будь-якого призначення на роботи. Провалилася і його необережна спроба за допомогою припису до станиці Копановської викликати кілька урядників до Ветлянки. Тоді Плеханов разом з енергійним станичним отаманом зважилися на непередбачений у карантинному статуті прийом. Те, на що не зміг спонукати авторитет влади, до чого не могли примусити ні прохання, ні погрози, відбувалося надійним тоді інструментом — пляшкою. За допомогою слабкості російської людини до спиртного в деморалізованій чумою станиці одразу знайшлися санітари для лікарень, мортуси і гробокопателі.
Станичник Перемотін описав професору Мінху сцену прибирання трупа Марії Назарової двома «милосердними», Лобановим і Лебедєвим: «Обидва п'яні, ледве стоять на ногах, поставили вони покійницю на ноги, накинули на неї саван, який приготувала вона сама. Лобанов, притримуючи труп ззаду, промовив: „Стій Маша! — я тебе краще пов'яжу“».